# Martina Honecker
Martina Honecker (* 21. November 1980) ist eine ehemalige deutsche Fußballspielerin.

## Karriere
Honecker spielte zunächst in der Bayern- und Regionalliga für den SC Marktbreit und den TSV Uengershausen. Von 2005 bis 2008 spielte sie für den TSV Crailsheim und bestritt dort 21 Zweit-, sowie 16 Erstligaspiele. Im Sommer 2008 wechselte sie zusammen mit ihren Mitspielerinnen Stefanie Kübler und Julia Manger zum damaligen Bayernligisten ETSV Würzburg, mit dem sie in den Jahren 2010 und 2011 in die Regional- bzw. Zweite Bundesliga aufsteigen konnte. In der Saison 2013/14 ließ sie ihre Karriere in der Landesligamannschaft Würzburgs ausklingen.